# Nam Da-won
Nam Da-won hay Dawon (Hangul: 남다원; Hanja: 南多願; Hán-Việt: Nam Đa Nguyện; sinh ngày 27 tháng 5 năm 1997) là một nữ ca sĩ và diễn viên người Hàn Quốc trực thuộc công ty giải trí Starship Entertainment và Yuehua Entertainment. Cô là thành viên của nhóm nhạc nữ Hàn-Trung WJSN. 

## Sự nghiệp

### Trước khi ra mắt
Dawon xuất hiện trong mùa hai của cuộc thi truyền hình thực tế Hàn Quốc K-pop Star 2, được phát sóng vào năm 2012. Sau đó, cô gia nhập Starship Entertainment với tư cách là thực tập sinh.

### 2016–nay: Ra mắt cùng WJSN và hoạt động solo
Ngày 25 tháng 2 năm 2016, cô ra mắt cùng WJSN với EP đầu tiên, Would You Like?, và các đĩa đơn cho bài hát chủ đề, "Mo Mo Mo" và "Catch Me".
Ngày 14 tháng 7 năm 2016, ca khúc nhạc phim đầu tiên của Dawon, "Shalala Romance", được phát hành cho bộ phim truyền hình Lucky Romance. Cuối năm 2016, Dawon xuất hiện với tư cách thí sinh trong cuộc thi Girl Spirit, được phát sóng trên JTBC từ ngày 19 tháng 7 đến ngày 27 tháng 9. Ngày 8 tháng 11 năm 2016, Dawon cùng tiền bối Junggigo phát hành đĩa đơn "I Will Love You Piece By Piece" cho bộ phim truyền hình Người lạ ngọt ngào. Ngày 17 tháng 12 năm 2016, Dawon và Yeonjung - thành viên cùng nhóm đã phát hành bản thu âm tiếng Hàn của "Fire & Ice", bài hát nhạc phim của bộ phim thiếu nhi của Nga, The Snow Queen 3: Fire and Ice. Ngày 5 tháng 11 năm 2017, "Go Ready Go" được phát hành cho phần nhạc phim của bộ phim truyền hình Revolution Love.
Năm 2020, Dawon được chọn vào vai chính trong bộ phim ca nhạc K-School. Việc phát hành bộ phim ban đầu được lên kế hoạch vào tháng 12 năm 2020, nhưng hiện tại vẫn chưa có xác nhận nào về việc dời lại ngày công chiếu do tranh cãi liên quan đến dàn diễn viên.
Dawon cùng Yeonjung tham gia chương trình truyền hình Immortal Songs: Singing the Legend. Hai người biểu diễn với Xitsuh và Koo Jun-yup, cuối cùng trở thành người chiến thắng chung cuộc. Ngày 10 tháng 8, Dawon và Yeonjung phát hành một bản cover ca khúc "Starlight" của tiền bối Taeyeon cho NORAE-ing LIVE of Time. Cặp đôi tiếp tục cùng nhau xuất hiện trên Jo Se-ho's Wine Bar.

## Đời tư
Ngày 22 tháng 2 năm 2022, công ty chủ quản của Dawon xác nhận cô sẽ tạm ngừng hoạt động do chứng rối loạn lo âu, cần tập trung điều trị.

## Danh sách đĩa nhạc

### OST
| Tên bài hát                                                                                   | Năm  | Thứ hạng cao nhất | Album                              |
| Tên bài hát                                                                                   | Năm  | KORGaon           | Album                              |
| --------------------------------------------------------------------------------------------- | ---- | ----------------- | ---------------------------------- |
| "Shalala Romance" (샤랄라 로맨스)                                                             | 2016 | —                 | Lucky Romance OST Part 4           |
| "I Will Love You Piece By Piece" (소소하게 조금씩) (cùng với Junggigo)                        | 2016 | —                 | Người lạ ngọt ngào OST Part 4      |
| "Fire & Ice" (cùng với Yeonjung)                                                              | 2016 | —                 | The Snow Queen 3: Fire and Ice OST |
| "Go Ready Go"                                                                                 | 2017 | —                 | Revolutionary Love OST Part 3      |
| "—" biểu thị các bản phát hành không có bảng xếp hạng hoặc không được phát hành ở khu vực đó. |      |                   |                                    |

### Sáng tác
Tất cả các credit bài hát được điều chỉnh từ cơ sở dữ liệu của Hiệp hội Bản quyền Âm nhạc Hàn Quốc trừ khi có quy định khác.
| Tên bài hát                    | Năm  | Ca sĩ | Album       | Viết lời | Soạn nhạc |
| ------------------------------ | ---- | ----- | ----------- | -------- | --------- |
| "Ujung" (우주정거장)           | 2019 | WJSN  | WJ Stay?    | Yes      | Yes       |
| "Full Moon"                    | 2019 | WJSN  | As You Wish | No       | Yes       |
| "Stronger" (cùng với Yeonjung) | 2022 | WJSN  | Sequence    | No       | Yes       |

## Danh sách phim

### Phim điện ảnh
| Năm  | Tựa đề   | Vai    | Ghi chú   | Ng.    |
| ---- | -------- | ------ | --------- | ------ |
| 2017 | K-School | Soo-ah | Vai chính | [ 19 ] |

### Chương trình truyền hình
| Năm  | Kênh | Tên chương trình | Tập | Ghi chú  | Ng.          |
| ---- | ---- | ---------------- | --- | -------- | ------------ |
| 2012 | SBS  | K-pop Star 2     | –   | Thí sinh |              |
| 2016 | JTBC | Girl Spirit      | –   | Thí sinh | [ 3 ] [ 20 ] |